# Alexander Stubb
Alexander Stubb (n. 1 aprilie 1968, Helsingfors, Finlanda) este un om politic finlandez. A fost ales președinte al Finlandei în 2024.
Anterior a fost ministru al afacerilor externe al Finlandei din 4 aprilie 2008 și membru al Parlamentului European în perioada 2004-2008 din partea Finlandei. În perioada 2014-2015 a ocupat funcția de prim-ministru al Finlandei.